# Open 13
Open 13 este un turneu de tenis pentru bărbați care are loc la  Marseille, Franța. Turneul este un eveniment din seria ATP World Tour 250 din turneul Asociației Profesioniștilor din Tenis. Se desfășoară anual, în februarie. Numărul 13 este codul INSEE al Bouches-du-Rhône departamentul al cărei capitală este Marsilia.
Turneul se joacă pe terenuri acoperite cu suprafață dură de la Palais des sports de Marseille. Terenul central are o capacitate de 5.800 de locuri.

## Rezultate

### Simplu
| An   | Campion                | Finalist              | Scor                |
| ---- | ---------------------- | --------------------- | ------------------- |
| 1993 | Marc Rosset            | Jan Siemerink         | 6–2, 7–6(7–1)       |
| 1994 | Marc Rosset (2)        | Arnaud Boetsch        | 7–6(8–6), 7–6(7–4)  |
| 1995 | Boris Becker           | Daniel Vacek          | 6–7(2–7), 6–4, 7–5  |
| 1996 | Guy Forget             | Cédric Pioline        | 7–5, 6–4            |
| 1997 | Thomas Enqvist         | Marcelo Ríos          | 6–4, 1–0, ret.      |
| 1998 | Thomas Enqvist (2)     | Evgheni Kafelnikov    | 6–4, 6–1            |
| 1999 | Fabrice Santoro        | Arnaud Clément        | 6–3, 4–6, 6–4       |
| 2000 | Marc Rosset (3)        | Roger Federer         | 2–6, 6–3, 7–6(7–5)  |
| 2001 | Evgheni Kafelnikov     | Sébastien Grosjean    | 7–6(7–5), 6–2       |
| 2002 | Thomas Enqvist (3)     | Nicolas Escudé        | 6–7(4–7), 6–3, 6–1  |
| 2003 | Roger Federer          | Jonas Björkman        | 6–2, 7–6(8–6)       |
| 2004 | Dominik Hrbatý         | Robin Söderling       | 4–6, 6–4, 6–4       |
| 2005 | Joachim Johansson      | Ivan Ljubičić         | 7–5, 6–4            |
| 2006 | Arnaud Clément         | Mario Ančić           | 6–4, 6–2            |
| 2007 | Gilles Simon           | Marcos Baghdatis      | 6–4, 7–6(7–3)       |
| 2008 | Andy Murray            | Mario Ančić           | 6–3, 6–4            |
| 2009 | Jo-Wilfried Tsonga     | Michaël Llodra        | 7–5, 7–6(7–3)       |
| 2010 | Michaël Llodra         | Julien Benneteau      | 6–3, 6–4            |
| 2011 | Robin Söderling        | Marin Čilić           | 6–7(8–10), 6–3, 6–3 |
| 2012 | Juan Martín del Potro  | Michaël Llodra        | 6–4, 6–4            |
| 2013 | Jo-Wilfried Tsonga (2) | Tomáš Berdych         | 3–6, 7–6(8–6), 6–4  |
| 2014 | Ernests Gulbis         | Jo-Wilfried Tsonga    | 7–6(7–5), 6–4       |
| 2015 | Gilles Simon (2)       | Gaël Monfils          | 6–4, 1–6, 7–6(7–4)  |
| 2016 | Nick Kyrgios           | Marin Čilić           | 6–2, 7–6(7–3)       |
| 2017 | Jo-Wilfried Tsonga (3) | Lucas Pouille         | 6–4, 6–4            |
| 2018 | Karen Khachanov        | Lucas Pouille         | 7–5, 3–6, 7–5       |
| 2019 | Stefanos Tsitsipas     | Mikhail Kukushkin     | 7–5, 7–6(7–5)       |
| 2020 | Stefanos Tsitsipas (2) | Félix Auger-Aliassime | 6–3, 6–4            |
| 2021 | Daniil Medvedev        | Pierre-Hugues Herbert | 6–4, 6–7(4–7), 6–4  |
| 2022 | Andrei Rubliov         | Félix Auger-Aliassime | 7–5, 7–6(7–4)       |
| 2023 | Hubert Hurkacz         | Benjamin Bonzi        | 6–3, 7–6(7–4)       |
| 2024 | Ugo Humbert            | Grigor Dimitrov       | 6–4, 6–3            |
| 2025 | Ugo Humbert (2)        | Hamad Medjedovic      | 7–6(7–4), 6–4       |

### Dublu
| An   | Campioni                                        | Finaliști                                | Scor                   |
| ---- | ----------------------------------------------- | ---------------------------------------- | ---------------------- |
| 1993 | Arnaud Boetsch Olivier Delaître                 | Ivan Lendl Christo van Rensburg          | 6–3, 7–6               |
| 1994 | Jan Siemerink Daniel Vacek                      | Martin Damm Evgheni Kafelnikov           | 6–7, 6–4, 6–1          |
| 1995 | David Adams Andrei Olhovskiy                    | Jean-Philippe Fleurian Rodolphe Gilbert  | 6–1, 6–4               |
| 1996 | Jean-Philippe Fleurian Guillaume Raoux          | Marius Barnard Peter Nyborg              | 6–3 6–2                |
| 1997 | Thomas Enqvist Magnus Larsson                   | Olivier Delaître Fabrice Santoro         | 6–3, 6–4               |
| 1998 | Donald Johnson Francisco Montana                | Mark Keil T. J. Middleton                | 6–4, 3–6, 6–3          |
| 1999 | Max Mirnyi Andrei Olhovskiy                     | David Adams Pavel Vízner                 | 7–5, 7–6(9–7)          |
| 2000 | Simon Aspelin Johan Landsberg                   | Juan Ignacio Carrasco Jairo Velasco, Jr. | 7–6(7–2), 6–4          |
| 2001 | Julien Boutter Fabrice Santoro                  | Michael Hill Jeff Tarango                | 7–6(9–7), 7–5          |
| 2002 | Arnaud Clément Nicolas Escudé                   | Julien Boutter Max Mirnyi                | 6–4, 6–3               |
| 2003 | Sébastien Grosjean Fabrice Santoro (2)          | Tomáš Cibulec Pavel Vízner               | 6–1, 6–4               |
| 2004 | Mark Knowles Daniel Nestor                      | Martin Damm Cyril Suk                    | 7–5, 6–3               |
| 2005 | Martin Damm Radek Štěpánek                      | Mark Knowles Daniel Nestor               | 7–6(7–4), 7–6(7–5)     |
| 2006 | Martin Damm (2) Radek Štěpánek (2)              | Mark Knowles Daniel Nestor               | 6–2, 6–7(4–7), [10–3]  |
| 2007 | Arnaud Clément (2) Michaël Llodra               | Mark Knowles Daniel Nestor               | 7–5, 4–6, [10–8]       |
| 2008 | Martin Damm (3) Pavel Vízner                    | Yves Allegro Jeff Coetzee                | 7–6(7–0), 7–5          |
| 2009 | Arnaud Clément (3) Michaël Llodra (2)           | Julian Knowle Andy Ram                   | 3–6, 6–3, [10–8]       |
| 2010 | Julien Benneteau Michaël Llodra (3)             | Julian Knowle Robert Lindstedt           | 6–4, 6–3               |
| 2011 | Robin Haase Ken Skupski                         | Julien Benneteau Jo-Wilfried Tsonga      | 6–4, 6–7(4–7), [13–11] |
| 2012 | Nicolas Mahut Édouard Roger-Vasselin            | Dustin Brown Jo-Wilfried Tsonga          | 3–6, 6–4, [10–6]       |
| 2013 | Rohan Bopanna Colin Fleming                     | Aisam-ul-Haq Qureshi Jean-Julien Rojer   | 6–4, 7–6(7–3)          |
| 2014 | Julien Benneteau (2) Édouard Roger-Vasselin (2) | Paul Hanley Jonathan Marray              | 4–6, 7–6(8–6), [13–11] |
| 2015 | Marin Draganja Henri Kontinen                   | Colin Fleming Jonathan Marray            | 6–4, 3–6, [10–8]       |
| 2016 | Mate Pavić Michael Venus                        | Jonathan Erlich Colin Fleming            | 6–2, 6–3               |
| 2017 | Julien Benneteau (3) Nicolas Mahut (2)          | Robin Haase Dominic Inglot               | 6–4, 6–7(9–11), [10–5] |
| 2018 | Raven Klaasen Michael Venus (2)                 | Marcus Daniell Dominic Inglot            | 6–7(2–7), 6–3, [10–4]  |
| 2019 | Jérémy Chardy Fabrice Martin                    | Ben McLachlan Matwé Middelkoop           | 6–3, 6–7(4–7), [10–3]  |
| 2020 | Nicolas Mahut (3) Vasek Pospisil                | Wesley Koolhof Nikola Mektić             | 6–3, 6–4               |
| 2021 | Lloyd Glasspool Harri Heliövaara                | Sander Arends David Pel                  | 7–5, 7–6(7–4)          |
| 2022 | Denis Molchanov Andrei Rubliov                  | Raven Klaasen Ben McLachlan              | 4–6, 7–5, [10–7]       |
| 2023 | Santiago González Édouard Roger-Vasselin        | Nicolas Mahut Fabrice Martin             | 4–6, 7–6(7–4), [10–7]  |
| 2024 | Tomáš Macháč Zhang Zhizhen                      | Patrik Niklas-Salminen Emil Ruusuvuori   | 6–3, 6–4               |
| 2025 | Benjamin Bonzi Pierre-Hugues Herbert            | Sander Gillé Jan Zieliński               | 6–3, 6–4               |